# Општина Денсуш (Хунедоара)
Денсуш (рум. Densuş) општина је у Румунији у округу Хунедоара.
Oпштина се налази на надморској висини од 568 m.